# Линдоу (общинные земли)
Общинные земли Линдоу (англ. Lindow Common) — участок особого научного значения Чешира (SSSI) расположен в западной части города Вилмслоу, Чешир, в северо-западной Англии. Также считается заповедником местного значения.
Линдоу ранее был пустьшью, где столетиями местные жители пасли скот, однако в XX столетии значительная часть территорий заросла берёзами, и большая часть Линду теперь покрыта деревьями.
Посредине Линдоу находится озеро Блэк Лейк (Чёрное озеро). На валлийском языке «Чёрное озеро» звучит как llyn ddu, от чего и произошло название Линдоу. Название «Линдоу» также используется в названии одного из исторических приходов в Вилмслоу, и соседней территории Линдоу Мосс, большая часть которой покрыта древними торфяными болотами. На территории Линду Мосс в 1983 году было обнаружено болотное тело, человек из Линдоу, которое сейчас находится в Британском музее.
Общинные земли Линдоу находился под управлением Совета Макклсфилда. На данный момент Общинные земли Линдоу управляются Советом Восточного Чешира.
В настоящее время на территории Линдоу ведется селективное удаление берёзы с целью содействия распространению вереска (Calluna vulgaris), чтобы вернуть участок к состоянию пустоши. Это одно из двух мест в Чешире с участком низинной мокрой пустоши.
Ранее дорога, окружающая общинные земли Линдоу, использовалась для конных соревнований, в настоящее время память об этом осталась в названии современной дороги, Рэйскорс Роад англ. Racecourse Road.